# Rafal Sonik
Rafal Sonik (nacido el 3 de junio de 1966 en Cracovia, Polonia) es un piloto polaco de Rally raid en la categoría de cuatriciclos, miembro del equipo Yamaha. Mide 188 cm y pesa 90 kg.

## Trayectoria
En 2000, Sonik creó ATV Polska, la Federación Polaca de Cuadriciclos, de la que es presidente y que hoy tiene más de 25.000 personas en el foro del sitio de la página en Internet. 
Nueve años después, se preparó para su primer Rally Dakar, que terminó gloriosamente en el 3º lugar. En total Sonik ha corrido ocho Dakar, (todos los de Sudamérica), todos ellos con un quad, siendo su mayor logro el 1º lugar en la edición de 2015. Además, ha conseguido el 2º puesto en la edición de 2014. Además ha logrado un buen número de victorias en pruebas puntuables para el Campeonato Mundial de Raid.
En el Rally Dakar de 2015 hace historia al ganar su primer título y ser el primer polaco en hacerlo. Ganó dos etapas al principio del raid y marchaba primero en la décima etapa con 4 minutos sobre Ignacio Casale y 50 sobre Sergio Lafuente, sus máximos preseguidores. Se benefició aún más del abandono de ambos en esa etapa por diferentes problemas para ganar el Dakar con una aplastante diferencia de casi tres horas con el argentino Jeremías González Ferioli, segundo clasificado.

## Palmarés

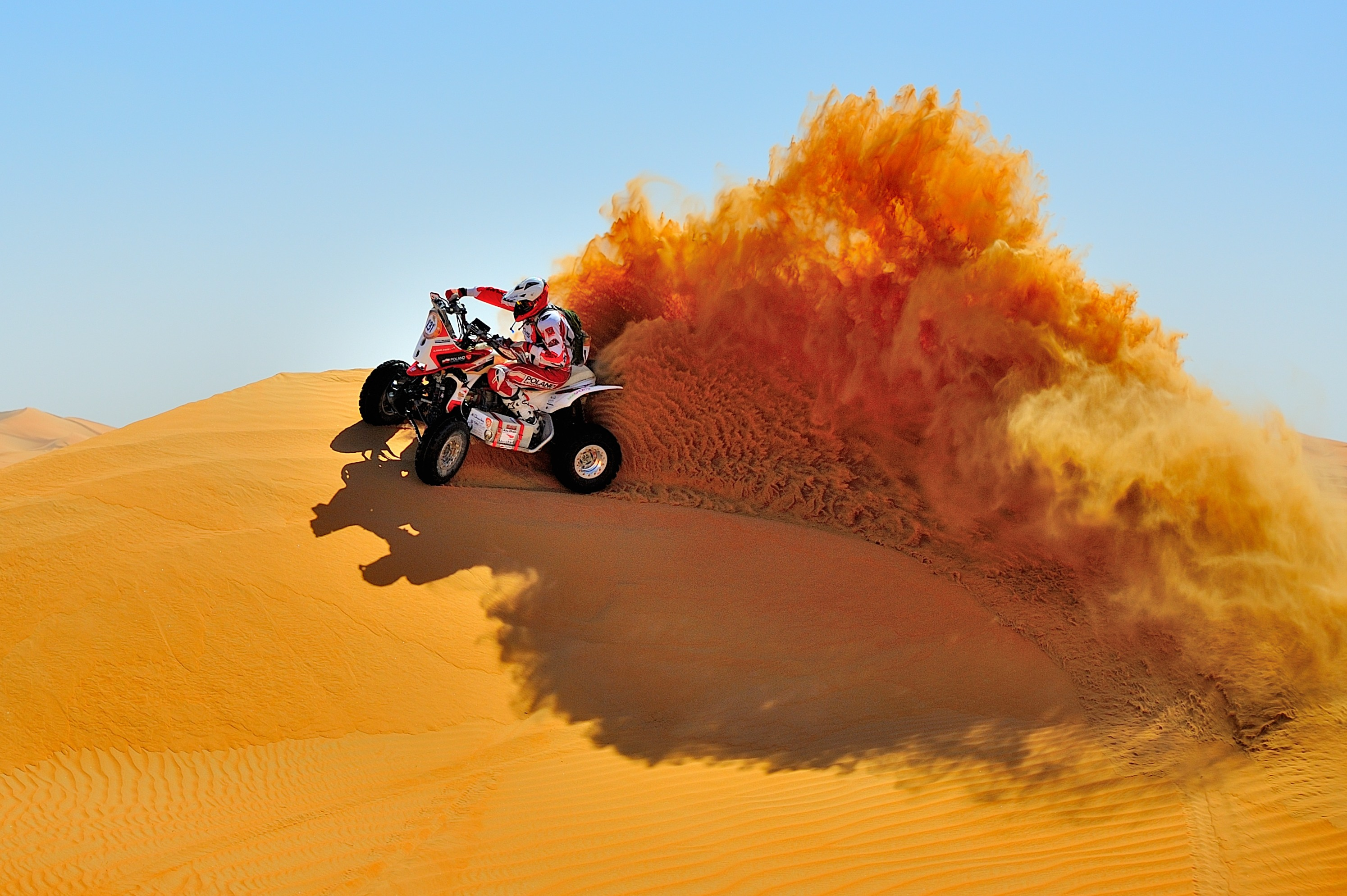
Rafal en el Abu Dhabi Desert Challenge

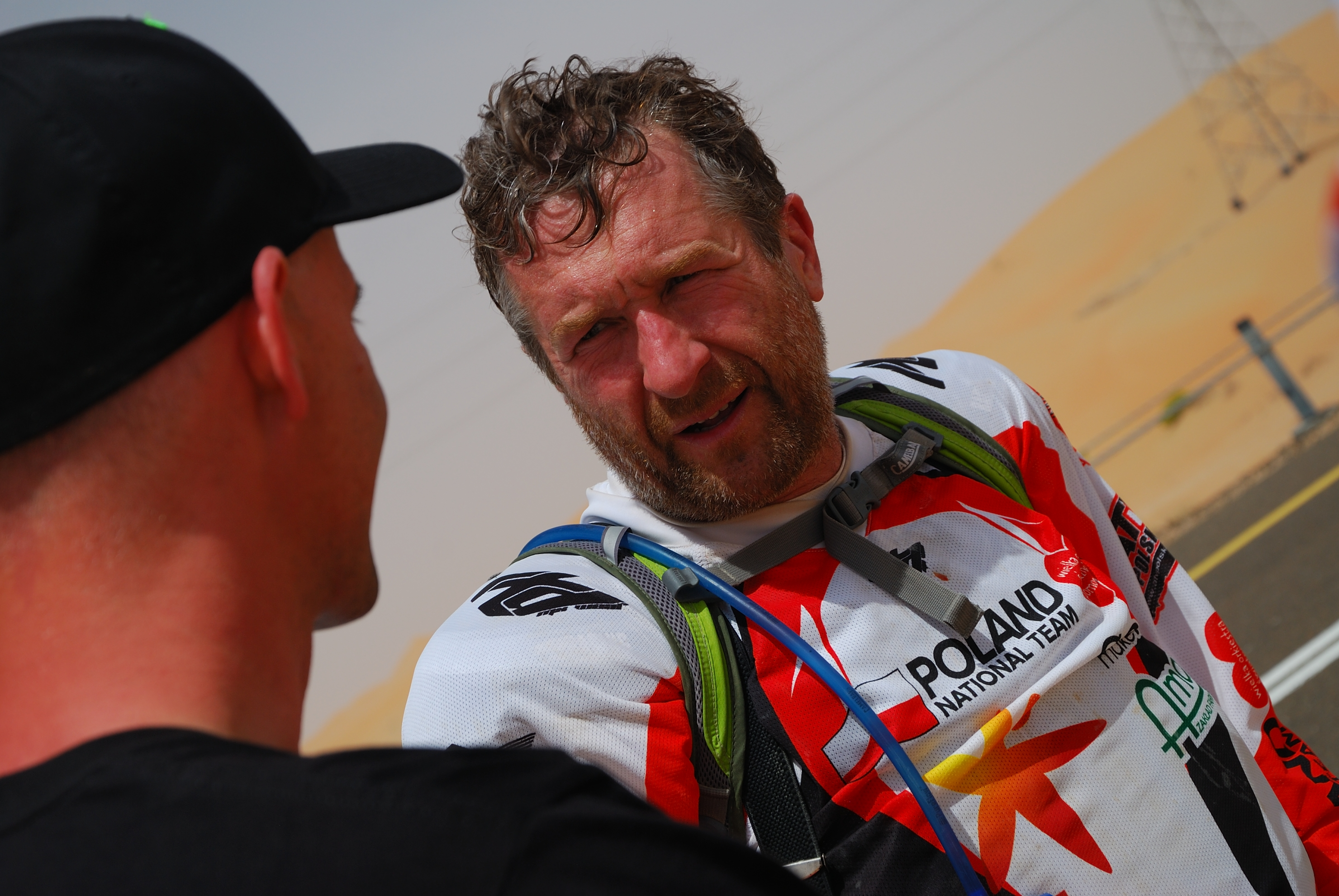
Rafal Sonik con su colega Tomasz Gollob (2013)

- Campeón de la categoría quad en el Mundial de Rally Cross-Country de la FIM (6): 2010, 2013, 2014, 2015, 2016, 2019.
- Campeón del Rally de los Faraones en la categoría quads en
- Campeón de la categoría quads en el Rally Dakar (1): 2015.
- Campeón del Rally Ruta de la Seda de la categoría quads en 2019.

## Resultados

### Rally Dakar
| Año     | Categoría | Vehículo | Posición | Etapas |
| ------- | --------- | -------- | -------- | ------ |
| 2009    | Quads     | Yamaha   | 3.º      | -      |
| 2010    | Quads     | Yamaha   | 5.º      | 1      |
| 2011    | Quads     | Yamaha   | Ret.a    | -      |
| 2012    | Quads     | Yamaha   | DSQ*     | -      |
| 2013    | Quads     | Yamaha   | 3.º      | -      |
| 2014    | Quads     | Yamaha   | 2.º      | 2      |
| 2015    | Quads     | Yamaha   | 1.º      | 2      |
| 2016    | Quads     | Yamaha   | Ret.b    | -      |
| 2017    | Quads     | Yamaha   | 4.º      | -      |
| 2018    | Quads     | Yamaha   | Ret.c    | -      |
| 2020    | Quads     | Yamaha   | 3.º      | 1      |
| Fuente: |           |          |          |        |

Notas:
- a: Un accidente durante la primera etapa, le obligó a retirarse de la competición.[3]
- b: Problemas de motor en la etapa 5 lo hicieron retirarse.
- c: Abandono por fractura de tibia y peroné.[4]
- *: Excluido debido a las reglas incompatibles del vehículo.[5]

### Campeonato Mundial del Rally Cross-Country de la FIM
| Torneo                                           | 2009   | 2010   | 2011   | 2012   | 2013   | 2014   | 2015   | 2016   | 2017   | 2018   | 2019   | 2020   |        |
| ------------------------------------------------ | ------ | ------ | ------ | ------ | ------ | ------ | ------ | ------ | ------ | ------ | ------ | ------ | ------ |
| Vehículo                                         | Yamaha | Yamaha | Yamaha | Yamaha | Yamaha | Yamaha | Yamaha | Yamaha | Yamaha | Yamaha | Yamaha | Yamaha | Yamaha |
| Marca global                                     |        |        |        |        |        |        |        |        |        |        |        |        |        |
| Quad en Mundial de Rally Cross-Country de la FIM | A      | 1.º    | A      | 2.º    | 1.º    | 1.º    | 1.º    | 1.º    | 2.º    | 2.º    | 1.º    | ND     |        |
| Veteranos Mundial de Rally Cross-Country FIM     | ND     | ND     | ND     | ND     | ND     | ND     | ND     | 1.º    | 3.º    | 1.º    | 1.º    | ND     |        |
| Fuente:                                          |        |        |        |        |        |        |        |        |        |        |        |        |        |